# Clinopodiinae
Clinopodiinae, biljni podtribus iz porodice usnatica smješten u tribus Saturejeae, dio potporodice Nepetoideae. Pripadaju mu 16 rodova, tipični je rod Clinopodium, hrvatski poznat kao talac.

## Podtribusi i rodovi
Subtribus Clinopodiinae Dumort.
1. Bystropogon L´Hér. (7 spp.)
2. Cuminia Colla (1 sp.)
3. Minthostachys (Benth.) Spach (16 spp.)
4. Clinopodium L. (192 spp.)
5. Cyclotrichium (Boiss.) Manden. & Scheng. (9 spp.)
6. Obtegomeria Doroszenko & P. D. Cantino (1 sp.)
7. Kurzamra Kuntze (1 sp.)
8. Ziziphora L. (14 spp.)
9. Hedeoma Pers. (46 spp.)
10. Rhododon Epling (1 sp.)
11. Pogogyne Benth. (8 spp.)
12. Poliomintha A. Gray (8 spp.)
13. Hesperozygis Epling (7 spp.)
14. Glechon Spreng. (7 spp.)
15. Hoehnea Epling (4 spp.)
16. Rhabdocaulon (Benth.) Epling (8 spp.)